# Syrphophagus kasparyani
Syrphophagus kasparyani är en stekelart som beskrevs av Sharkov 1995. Syrphophagus kasparyani ingår i släktet Syrphophagus och familjen sköldlussteklar. Inga underarter finns listade i Catalogue of Life.